# Adrian (Michigan)
Adrian is een plaats (city) in de Amerikaanse staat Michigan, en valt bestuurlijk gezien onder Lenawee County.

## Demografie
Bij de volkstelling in 2000 werd het aantal inwoners vastgesteld op 21.574.
In 2006 is het aantal inwoners door het United States Census Bureau geschat op 21.703, een stijging van 129 (0,6%).

## Geografie
Volgens het United States Census Bureau beslaat de plaats een oppervlakte van
18,8 km², waarvan 18,5 km² land en 0,3 km² water. Adrian ligt op ongeveer 240 m boven zeeniveau.

## Plaatsen in de nabije omgeving
De onderstaande figuur toont nabijgelegen plaatsen in een straal van 20 km rond Adrian.